# Nguyen Ngoc Tu
Nguyen Ngoc Tu (vietnamesisch : Nguyễn Ngọc Tư, * 1. Januar 1976 in Tan Duyet, Cà Mau) ist eine vietnamesische Schriftstellerin. 

## Biografie
Sie wurde 1976 in der Provinz Ca Mau im Mekong-Delta  geboren, wo sie noch immer lebt. Für ihr Werk erhielt sie  den South-east Asian Writers Award (2008) und den Vietnam Writers’ Association Award (2006) für Endlose Felder. Nguyen Ngoc Tu erhielt 2018 den LiBeraturpreis für ihren Erzählband Endlose Felder (dt. 2017). Ihre Geschichten spielen in dieser Landschaft zwischen Wasser und Reisfeldern. Sie erzählt von Entenzüchtern, Erntehelfern, alten, schweigsamen Männern und unglücklichen Frauen zwischen Familiensehnsucht und Prostitution.

## Werke (Auswahl)
- Endlose Felder. Erzählungen. Mitteldeutscher Verlag, Halle 2017, ISBN 978-3-95462-807-0
- Ngọn đèn không tắt (The Inextinguishable Light, 2000)
- Ông ngoại (Grandpa, 2001)
- Biển người mênh mông (The Ocean of People, 2003)
- Giao thừa (New Year’s Eve, 2003)
- Nước chảy mây trôi (Flowing Waters, Flying Clouds, 2004)